# ももたろうエクスプレス
ももたろうエクスプレスは、岡山県岡山市と鳥取県米子市・島根県松江市・出雲市を結ぶ高速バスである。
愛称は岡山のおとぎ話、桃太郎から。

## 概要
1989年12月22日の開業当初は岡山 - 松江温泉間を結んでおり、一時休止を経て復活後は岡山 - 松江温泉、更に区間を延長して出雲市までを結んでいる。5社の共同運行で、1日5往復運行している。

## 運行会社
- 両備ホールディングス（両備バス）：両備バスカンパニー岡山営業所（一畑バス岡山側運行支援担当）
- 中鉄バス：岡山営業所（日ノ丸自動車岡山側運行支援担当）
- JRバス中国：岡山支店（出雲側運行支援は島根支店が担当）
- 日ノ丸自動車：米子支店
- 一畑バス：出雲営業所（両備バス・中鉄バスの出雲側運行支援も担当）

※各社が各1往復運行している。(2021年2月以降)

## 停車停留所
（停留所 - 停留所）でくくった中での乗降はできない。
（岡山駅西口 - 岡山インター） - （米子駅 - 松江駅 - 玉造 - 宍道 - 斐川インター - 出雲市駅）
- 蒜山高原SAで20分間の休憩を取る。
  - 2009年9月30日までは大山PAで10分間の休憩だった。
- 日ノ丸自動車担当便は米子駅で乗務員が交代する。

## 運行経路
- 岡山市内 - 国道53号 - 山陽自動車道 - 岡山自動車道 - 中国自動車道 - 米子自動車道 - 山陰自動車道 - 国道181号 - 米子市内 - 国道9号 - 国道180号 - 山陰自動車道 - 松江中央ランプ - 市内 - 国道9号 - 松江西IC- 山陰自動車道 - 国道9号 - 国道184号 - 出雲市内

## 歴史
- 1989年（平成元年）12月22日：両備バス（現・両備ホールディングス）・中鉄バス・日ノ丸自動車・一畑電気鉄道（当時）の4社により岡山 - 松江間で運行開始[1]。当時は松江温泉駅（現・松江しんじ湖温泉駅）発着で、1日4往復[1]であった（後に2往復へ減便）。また、高速道路が米子自動車道・山陰自動車道の一部しか開通しておらず、運行経路のほとんどが一般道路だった。
- 1992年（平成4年）9月30日：いったん休止。
- 1997年（平成9年）3月16日：両備バス（現・両備ホールディングス）・中鉄バス・日ノ丸自動車・一畑電気鉄道（当時）の4社により岡山～松江間で運行再開。当時は松江温泉駅（現・松江しんじ湖温泉駅）発着で、1日4往復であった。
- 1998年（平成10年）3月21日：山陰自動車道の米子西IC - 安来IC間の開通に伴い、安来駅前への停車を中止。
- 2000年（平成12年）4月1日：一畑電気鉄道の分社化により、一畑電気鉄道担当便が一畑バスに移管された。
- 2001年（平成13年）4月20日：路線延長により、岡山 - 出雲間となる。これに伴い、松江しんじ湖温泉駅への乗り入れを中止。
- 2003年（平成15年）4月20日：1日7往復に増便[2]。同時に中国ジェイアールバスが参入[2]。
- 2006年（平成18年）7月18日：集中豪雨による災害で山陰自動車道の松江玉造IC～宍道IC間は通行不能となったため、該当区間を国道9号経由で迂回した（8月9日まで。一般道区間に臨時停留所を設けて対応）。
- 2010年（平成22年）6月1日：岡山駅前の停車場所を、ドレミの街（10番乗り場）から岡山駅西口バスターミナル（26番乗り場）へ変更。
- 2012年（平成24年）
  - 5月16日：米子側の予約受付業務を、日ノ丸自動車高速予約センター（鳥取県米子市）から一畑バス高速予約センター（島根県松江市）に移管[3]。
  - 7月21日：新たに斐川インターへの停車を開始。天満屋バスセンターの停車を廃止。
- 2016年（平成28年）11月1日：1日9往復に増便し、岡山インター発着運賃を岡山駅西口発着運賃と同額に変更（実質的な運賃値上げ）。同時に両備バス・中鉄バス・日ノ丸自動車・一畑バス各2往復、中国ジェイアールバス1往復の運行体制に変更）[4]。
- 2017年（平成29年）5月8日：中鉄バス担当便1往復が両備バス担当便となり、両備バス3往復、日ノ丸自動車・一畑バス各2往復、中鉄バス・中国ジェイアールバス各1往復の運行体制に変更。
- 2018年（平成30年）4月1日：両備バス担当便1往復が中国ジェイアールバス担当便となり、両備バス・日ノ丸自動車・一畑バス・中国ジェイアールバス各2往復、中鉄バス1往復の運行体制に変更[5]。
- 2021年（令和3年）2月1日：利用客減少に伴い、1日5往復に減便。各社が1往復ずつ担当する運行体制となる[6]。

## 車内設備
- 4列シート
- フットレスト（両備バス・JRバス中国を除く）
- レッグレスト（日ノ丸バス）
- トイレ（JRバス中国の1往復は原則としてトイレ無し）
- 読書灯（一畑バスのみ）
- ドリンク（日本茶）サービス（両備バス）